# Good Times (Elvis Presley-album)
Good Times är ett studioalbum av den amerikanske sångaren och musikern Elvis Presley, släppt av RCA Records i stereo (CPL1 0475) i mars 1974. Låtarna på albumet spelades in i Stax studio i Memphis i Tennessee i juli och december 1973.
Två singelskivor kom att släppas från albumet. "Take Good Care of Her" tillsammans med "I've Got a Thing About You Baby" utkom i januari 1974 och nådde 39:e plats på Billboard Hot 100-listan i USA. "My Boy" släpptes i januari 1975 tillsammans med "Thinking About You" från albumet Promised Land och nådde 20:e plats på listan. Albumet Good Times nådde plats 90 på albumlistan Billboard 200 och sålde 200 000 exemplar i USA.

## Innehåll
Albumet Good Times består av låtar som Elvis Presley spelade in i Stax Studio i Memphis. Den första sessionen, som inte var speciellt lyckad, hade ägt rum i juli 1973, och den gav huvudsakligen upphov till de låtar som kom att ges ut på albumet Raised on Rock/For Ol' Times Sake. Men två av de outgivna låtarna från den sessionen, nämligen "Take Good Care of Her" och "I've Got a Thing About You Baby", kom med på Good Times. De övriga låtarna på albumet Good Times spelades in i Stax Studio den 10–17 december 1973 medan de tio oanvända låtarna från sessionen senare kom att utgöra albumet Promised Land.

## Studiobandet
Som vanligt var Felton Jarvis producent under sessionen i december 1973. Studiobandet bestod av James Burton på sologitarr och Johnny Christopher på kompgitarr. David Briggs och Per-Erik Hallin från Sverige spelade klaviatur – piano och orgel. Man hade Norbert Putnam på bas och Ronnie Tutt på trummor. Elvis vän Charlie Hodge deltog på akustisk gitarr och med stämsång tillsammans med Elvis när så behövdes. Bakgrundssångarna utgjordes av J. D. Sumner & The Stamps (Bill Baize, Ed Enoch, David Rowland) och gruppen Voice (Donnie Sumner, Sherrill Nielsen, Tim Baty, Per-Erik Hallin), samt de kvinnliga bakgrundssångarna Mary Holladay, Susan Pilkington, Kathy Westmoreland och Mary Greene.

## Försäljning och listplacering
De två låtarna från julisessionen, "Take Good Care of Her" och "I've Got a Thing About You Baby", gavs ut som singel den 11 januari 1974 och sålde nästan en halv miljon exemplar, men nådde blott 39:e plats på Billboardlistan i USA, och var inte speciellt framgångsrik heller i Storbritannien med en 33:e-plats som bäst. Albumet Good Times nådde inte högre än plats 90 på den amerikanska Billboardlistan, trots starka låtar som "Loving Arms", "Good Time Charlie's Got The Blues" och "Talk About The Good Times".

## Låtlista

### Originalutgåva på LP
| 1. | Take Good Care of Her      | Arthur Kent, Edward C. Warren   | 21/22 juli 1973     | 2:52 |
| 2. | Loving Arms                | Tom Jans                        | 13/14 december 1973 | 2:53 |
| 3. | I Got a Feelin' in My Body | Dennis Linde                    | 10/11 december 1973 | 3:32 |
| 4. | If That Isn't Love         | Dottie Rambo                    | 16 december 1973    | 3:30 |
| 5. | She Wears My Ring          | Felice Bryant, Boudleaux Bryant | 17 december 1973    | 3:18 |

| 1.           | I've Got a Thing About You Baby   | Tony Joe White                                                    | 22/23 juli 1973     | 2:20  |
| 2.           | My Boy                            | Bill Martin, Phil Coulter, Jean-Pierre Bourtayre, Claude François | 13/14 december 1973 | 3:18  |
| 3.           | Spanish Eyes                      | Bert Kaempfert, Eddie Snyder, Charles Singleton                   | 16 december 1973    | 2:20  |
| 4.           | Talk About the Good Times         | Jerry Reed                                                        | 14/15 december 1973 | 2:23  |
| 5.           | Good Time Charlie's Got the Blues | Danny O'Keefe                                                     | 13/14 december 1973 | 3:08  |
| Total längd: | Total längd:                      | Total längd:                                                      | Total längd:        | 29:34 |